# دابق (مجلة)
مجلة دابق هي المجلة الرسمية لتنظيم الدولة الإسلامية (داعش)، صدر العدد الأول في رمضان 1435 هـ الموافق يوليو 2014 م وكان «عودة الخلافة» عنوان العدد الأول من المجلة. صدرت المجلة باللغتين: العربية والإنجليزية. واسم المجلة مستقى من قرية دابق في حلب حيث وقعت معركة مرج دابق الشهيرة بين العثمانيين والمماليك.

## التسمية
ترجع تسمية المجلة على اسم قرية دابق؛ نظرًا لما يحمله الاسم من بعد ديني، حيث ذكر اسم دابق في حديثٍ عن النبي محمد ﷺ في صحيح مسلم أنه سيحدث في دابق معركة فاصلة بين المسلمين والروم في «آخر الزمان»، فقال:
| دابق (مجلة) | لا تقوم الساعة حتى تنزل الروم بالأعماق - أو بدابِقَ - فيخرج إليهم جيش من المدينة من خيار أهل الأرض يومئذ، فإذا تصافوا، قالت الروم : خلوا بينا وبين الذين سُبُوا مِنَّا نقاتلْهم، فيقول المسلمون : لا والله، كيف نُخَلِّي بينكم وبين إخواننا، فيقاتلونهم، فينهزم ثُلُث ولا يتوب الله عليهم أبدا، ويُقتَل ثلثُهم أفضل الشهداء عند الله، ويفتتح الثلث، لا يُفتَنون أبدا، فيفتَتحِون قسطنطينية فبينَما همْ يقتسمونَ الغنائمَ ، قدْ علَّقوا سيوفَهُمْ بالزيتونِ ، إذْ صاحَ فيهم الشيطانُ : إنَّ المسيحَ قدْ خلَفَكمْ في أهليكُمْ . فيخرجونَ . وذلكَ باطلٌ . فإذا جاءُوا الشامَ خرجَ . فبينَما همْ يعدونَ للقتالِ ، يسوونَ الصفوفَ ، إذْ أُقيمتِ الصلاةُ . فينزلُ عِيسى ابنُ مريمَ صلَّى اللهُ عليهِ وسلَّمَ . فأمَّهُمْ . فإذا رآهُ عدوُّ اللهِ ، ذابَ كما يذوبُ الملحُ في الماءِ . فلوْ تركَهُ لانذابَ حتى يهلكَ . ولكنْ يقتلُهُ اللهُ بيدِهِ . فيريهِمْ دمَهُ في حربتِهِ | دابق (مجلة) |

## حادثة بيع المجلة في أمازون
كانت أربعة أعداد ورقية من المجلة تباع على موقع أمازون، كما كان يمكن تحميل نسخة إلكترونية من المجلة مجانًا على الإنترنت. وكانت الأعداد تتوفر على موقع أمازون في بريطانيا والولايات المتحدة وفرنسا وألمانيا وإيطاليا وإسبانيا، وكانت توصف «دابق» على الموقع بأنها: «مجلة دورية تركز على مسائل التوحيد، والمنهج، والهجرة، والجهاد والجماعة»، وقام الموقع بسحب النسخة الورقية والإلكترونية في يونيو 2015.

## الإصدارات
| العدد | عنوان الغلاف العنوان الأصلي باللغة العربية     | عنوان الغلاف العنوان الأصلي باللغة الإنجليزية                | التاريخ (هجريًا)  | التاريخ (ميلاديًا) | الأيام بين الإصدارات |
| ----- | ---------------------------------------------- | ------------------------------------------------------------ | ---------------- | ----------------- | -------------------- |
| 1     | «عودة الخلافة»                                 | "The Return of Khilafah"                                     | رمضان 1435       | 5 يوليو 2014      | 0                    |
| 2     | «الطوفان»                                      | "The Flood"                                                  | رمضان 1435       | 27 يوليو 2014     | 22                   |
| 3     | «دعوة إلى الهجرة»                              | "A Call to Hijrah"                                           | شوال 1435        | 10 سبتمبر 2014    | 45                   |
| 4     | «الحملة الصليبية الفاشلة»                      | "The Failed Crusade"                                         | ذو الحجة 1435    | 11 أكتوبر 2014    | 31                   |
| 5     | «باقية وتتمدد»                                 | "Remaining and Expanding"                                    | محرم 1436        | 21 نوفمبر 20      | 41                   |
| 6     | «تنظيم القاعدة في وزيرستان: شهادة من الداخل»   | "Al Qa'idah of Waziristan: A Testimony from Within"          | ربيع الأول 1436  | 29 ديسمبر 2014    | 38                   |
| 7     | «من النفاق إلى الردة: اختفاء المنظقة الرمادية» | "From Hypocrisy to Apostasy: The Extinction of the Grayzone" | ربيع الآخر 1436  | 12 فبراير 2015    | 45                   |
| 8     | «الشريعة وحدها ستحكم أفريقيا»                  | "Shari'ah Alone Will Rule Africa"                            | جمادي الآخر 1436 | 30 مارس 2015      | 46                   |
| 9     | «يمكرون ويمكر الله»                            | "They Plot and Allah Plots"                                  | شعبان 1436       | 21 مايو 2015      | 52                   |
| 10    | «قانون الله أم قوانين البشر»                   | "The Law of Allah or the Laws of Men"                        | رمضان 1436       | 13 يوليو 2015     | 53                   |
| 11    | «من غزوة الأحزاب إلى حرب التحالفات»            | "From the Battles of Al-Ahzāb to the War of Coalitions"      | ذو القعدة 1436   | 9 أغسطس 2015      | 27                   |
| 12    | «مجرد إرهاب»                                   | "Just Terror"                                                | صفر 1437         | 18 نوفمبر 2015    | 101                  |
| 13    | «الرافضة من ابن سبأ إلى الدجال»                | "The Rafidah from Ibn Saba' to the Dajjal"                   | ربيع الآخر 1437  | 19 يناير 2016     | 62                   |
| 14    | «الإخوان المرتدون»                             | "The Murtadd Brotherhood"                                    | رجب 1437         | 13 أبريل 2016     | 85                   |
| 15    | «كسر الصليب»                                   | "Break the Cross"                                            | شوال 1437        | 31 يوليو 2016     | 109                  |

## روابط خارجية
- إصدارات مجلة دابق باللغة الإنجليزية على أرشيف
- إصدارات مجلة دابق المترجمة للغة العربية